# De proprietatibus rerum

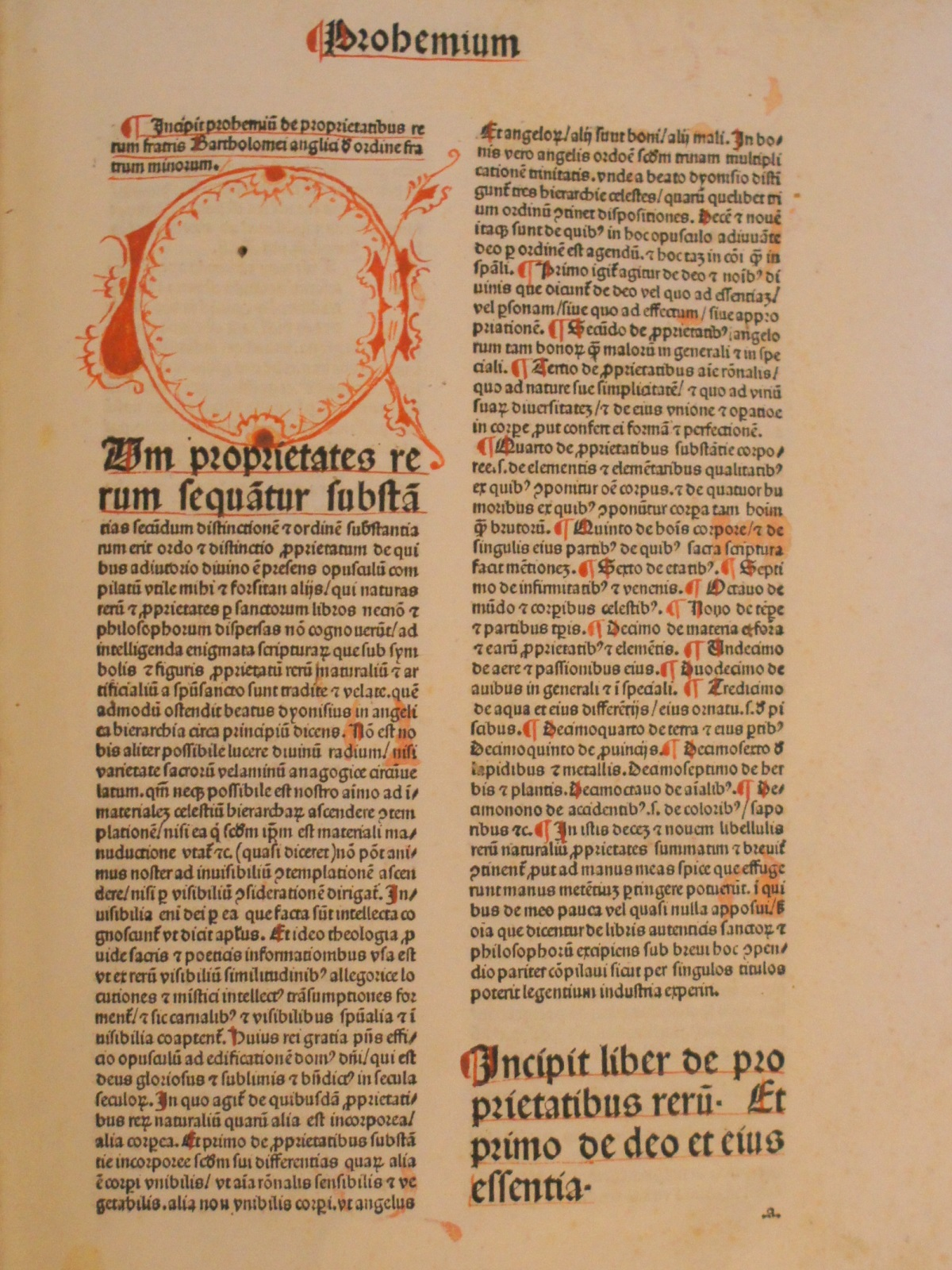
De proprietatibus rerum, Lyon 1482, erste Seite (Eisenbibliothek, Schlatt)

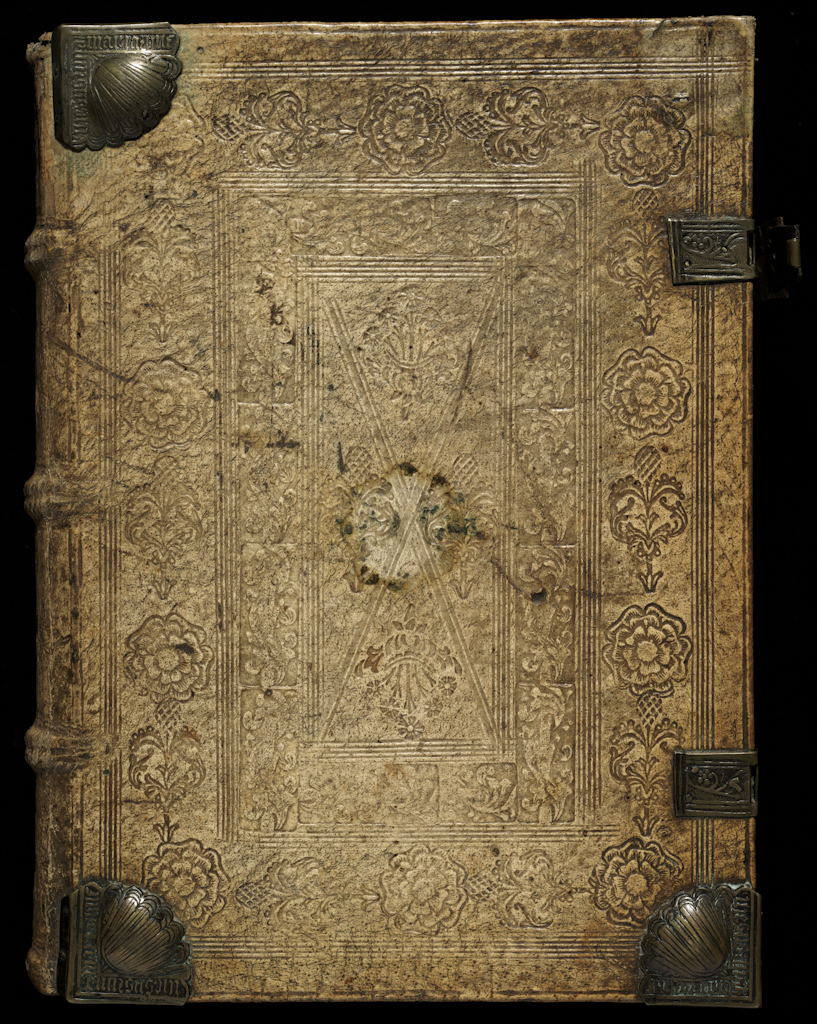
Buchdeckel von De proprietatibus rerum, Straßburg 1495

Der Liber de proprietatibus rerum ist eine Enzyklopädie des Scholastikers Bartholomaeus Anglicus (auch bekannt als Bartholomew the Englishman bzw. Bartholomäus der Engländer; ca. 1190–1250), der das Werk in Magdeburg im 13. Jahrhundert verfasste. Es ist in 19 systematisch gegliederte Bücher unterteilt. Genauer kann das religiös-moralisch intendierte bibelexegetische Werk auf die Zeit zwischen 1231 (als Bartholomaeus nach Magdeburg kam) und 1260 datiert werden, vermutlich wurde es zwischen 1242 und 1247 verfasst.
De proprietatibus rerum ist eines der ersten Nachschlagewerke des Mittelalters, das auch die Pflanzenwelt berücksichtigt; insgesamt umfasst das Werk das ganze Spektrum der damaligen Erkenntnisse.

## Gliederung
- Liber primus: Unus immensus et incommutabilis deus
- II: de proprietatibus angelorum (vii sqq.: Hierarchie der Engel)
- III: de proprietatibus animæ rationalis (der Mensch) - De potentiis animæ - (xvii sqq.: fünf Sinne)
- IV: de proprietatibus substantiæ corporeæ - de quattuor elementaribus qualitatibus - de humoribus et eorum generatione effectu et operatione - (xi: de melancolia)
- Liber quintus: de dipositione membrorum (der menschl. Leib)
- VI: de ætatibus (Lebensalter des Menschen) - xx sqq.: de cibo; de potu; de prandio et convivio; xxiiii: de somno
- VII: de infirmitatibus (Medizin): de dolore capitis et eius causis et signis - de medicina et remediis et doloris passionis capitis &c.- lviii: de podagra
- VIII: de mundo et corporibus celestibus (Sphären, Tierkreis, Planeten, Sternbilder) - xlii: de lumine
- IX: de tempore et partibus temporis (Monate, Wochentage, Kalender)
- X: de materia et forma - de igne
- XI: de aere et passionibus eius (auch: Regenbogen, Hagel, Blitz)
- XII: de avibus (inkl. vespertilio)
- XIII: de aqua et eius ornatu (Flüsse, Seen, Meer) - xxvi: de piscibus
- XIV: de terra et partibus eius.(Geographie insbes. Israels)
- XV: de provincibus (clxxv Kapitel alphabetisch bis winlandia und yselandia)
- XVI: de lapidibus preciosis (alphabetisch)
- XVII: de arboribus et herbis (alphabetisch bis Zucker)
- XVIII: de animalibus
- XIX: de coloribus odoribus saporibus et liquoribus (lxi: de lacte; lxxii: de caseo); lxxvii - cxii über allerlei Eier - cxiiii de numero pondere et mensura - cxxxii Musik.

## Rezeption
Die Enzyklopädie wurde über Jahrhunderte genutzt, nachgewiesenermaßen erstmals von dem Prediger Berthold von Regensburg, der in Magdeburg wahrscheinlich in den 1230er Jahren ein Schüler des Bartholomäus Anglicus gewesen war. 1372 wurde sie von dem Augustiner Jean Corbichon im Auftrag Karls V. von Frankreich ins Französische übersetzt. 1398 erschien von John Trevisa eine englische und 1494 eine spanische Übersetzung von Vicente de Burgos, 1485 eine niederländische und 1582 eine englische Übersetzung. Werke, die Teile von De proprietatibus rerum weiterverbreiteten, waren beispielsweise das Compendium theologicae veritatis des Hugo Ripelin von Straßburg, das Buch der Natur des Konrad von Megenberg und das Buch von der natur und eygenschafft der dingk des Zisterziensers Michael Baumann. Viele literarische Werke, unter anderem von Dante und Shakespeare, verwendeten De proprietatibus rerum als Quelle.

## Ausgaben
- Erstdruck, Köln ca. 1470
- Pierre Hongre, Lyon 1482 (Eisenbibliothek, Schlatt)
- Johann Koelhoff der Ältere, Köln 19. Januar 1483 (Digitalisat).
- Straßburg 1485.
- Anton Koberger, Nürnberg 20.IV 1492 (Bayerische Staatsbibliothek, München) (Digitalisat bei Google Books)
- El libro delas propriedades delas cosas. Heinrich Mayer, Toulouse 1494 (Digitalisat bei Google Books)
- Livre des propriétés des choses. 15. Jahrhundert (Pariser Nationalbibliothek Ms. franc. 134).[2]
- Le Proprietaire des choses très utile et profitable aux corps humains. Rouen 1517
- Le Proprietaire des choses très utile et profitable aux corps humains. Paris 1525
- De genuinis rerum coelestium, terrestrium et inferarum proprietatibus libri XVIII. Opus incomparabile, theologis, iureconsultis, medicis, omniumque disciplinarum & artium alumnis, utilissimum futurum. Cui accessit Liber XIX. de variarum rerum accidentibus. Frankfurt/M. 1601 (nachgedruckt Frankfurt/M. 1964)
- Bartholomaeus Anglicus Batman uppon Bartholomé. His Book „De Proprietatibus Rerum“, London 1582, with an Introduction and Index by J. Schäfer (= Anglistica and Americana Bd. 161). Hildesheim u. a. 1976.
- Bartholomaei Anglici De genuinis rerum coelestium, terrestrium et inferarum proprietatibus libri XVIII. Hrsg. von Georgius Bartholdus Pontanus à Braitenberg, Frankfurt am Main (Wolfgang Richter) 1601, Neudruck Frankfurt am Main 1964.

## Edition
Seit 2007 erscheint beim Verlag Brepols eine mehrbändige Edition des Werkes. Verfügbar sind aktuell:
- B. van den Abeele, H. Meyer, M. W. Twomey, B. Roling, R. J. Long (Hrsg.): Volume I: Introduction générale, Prohemium, et Libri I-IV. Brepols 2007. ISBN 978-2-503-51269-3
- Isabelle Draelants, Eduard Frunzeanu, Juris G. Lidaka, Rudolf Suntrup, Giuseppe Zarra, Iolanda Ventura (Hrsg.): Volume III: Liber VI, VIII et IX. Brepols 2023. ISBN 978-2-503-54496-0
- Iolanda Ventura (Hrsg.): Volume VI: Liber XVII. Brepols 2007. ISBN 978-2-503-52537-2